# タナトフォビア (曲)
「タナトフォビア」（英: Thanatophobia）は、日本のシンガーソングライター・キタニタツヤの楽曲。デジタル配信限定シングルとして2021年12月18日にMASTERSIX FOUNDATIONから各音楽配信サービスにてリリースされた。

## 概要
『週刊少年ジャンプ』で連載された久保帯人の漫画作品『BLEACH』の生誕20周年を記念して開催された原画展「BLEACH EX.」の展示イメージソングとして書き下ろされた。本楽曲は2021年に『週刊少年ジャンプ』誌上で掲載された『BLEACH』の読切作品「BLEACH 獄頤鳴鳴篇」をテーマにして制作された。「BLEACH EX.」会場内では映像作家YKBXが本楽曲と久保帯人描き下ろしイラストを用いて制作した映像が展示された。
12月18日にミュージックビデオがYouTubeにて公開された。監督は新保拓人。

## 収録曲
| #         | タイトル           | 作詞・作曲   | 編曲                                              | 時間 |
| --------- | ------------------ | ------------ | ------------------------------------------------- | ---- |
| 1.        | 「タナトフォビア」 | キタニタツヤ | キタニタツヤ（Additional Arrangement：SUNNY BOY） | 3:35 |
| 合計時間: | 合計時間:          | 合計時間:    | 合計時間:                                         | 3:35 |

## クレジット
- Words & Music & Arrangement：キタニタツヤ
- Additional Arrangement：SUNNY BOY
- Mix：The Anticipation Illicit Tsuboi @ RDS Toritsudai
- Mastering：John Greenham